# Варводич, Зоран
Зо́ран Ва́рводич (хорв. Zoran Varvodić; род. 26 декабря 1963, Сплит, СФРЮ) — югославский хорватский футболист, вратарь.
Начал карьеру в клубе ГОШК (Дубровник). Затем вернулся в Сплит и выступал за «Хайдук». После этого отправился в «Спартак» (Суботица). Далее играл за «Олимпию» (Любляна). Был одним из лучших вратарей чемпионата Югославии. После распада страны выступал за испанский «Кадис».
Сын Зорана также стал футбольным вратарём, Миро Варводич является голкипером сплитского «Хайдука», но сезон 2008/2009 провёл в аренде в немецком «Кёльне».